# هاري بوتر وحجر الفيلسوف
هاري بوتر وحجر الفيلسوف هي رواية فانتازية كتبتها الكاتبة البريطانية جاي. ك. رولينغ. أول رواية في سلسلة هاري بوتر وأول رواية لرولينغ، فهي تتبع حياة هاري بوتر، ساحر صغير يكتشف إرثه السحري في عيد ميلاده الحادي عشر، حينما يتسلم خطاب قبول في مدرسة هوغوورتس للسحر والشعوذة. يصبح لدى هاري أصدقاء مقربون وبعض الأعداء خلال سنته الأولى في المدرسة، وبمساعدة أصدقائه، يواجه هاري محاولة عودة الساحر الشرير اللورد فولدمورت، الذي قتل والدي هاري، لكنه لم يستطع قتل هاري عندما كان يبلغ من العمر 15 شهرًا.
نُشر الكتاب لأول مرة في المملكة المتحدة في يوم 26 يونيو 1997 بواسطة دار بلومسبري . ونُشر في الولايات المتحدة في السنة التالية بواسطة شركة إستالاستيك بعنوان هاري بوتر وحجر الساحر. حاز الكتاب على معظم جوائز الكتب التي كانت يحكم بها الأطفال بالإضافة إلى جوائز أخرى في الولايات المتحدة. وصل الكتاب إلى أن يتصدر قائمة النيويورك تايمز لكتب الخيال الأكثر مبيعًا في أغسطس 1999 وظل بالقرب من الصدارة لمعظم سنتي 1999 و2000. تُرجمت إلى 73 لغة أخرى على الأقل، وتحولت إلى فيلم طويل يحمل نفس الاسم، مثلما حدث مع أجزائه الست التالية.
كانت معظم الآراء مستحسِنة تعلق على خيال رولينغ وحسها الفكاهي وأسلوبها البسيط المباشر وبنائها المحكم للحبكة، بالرغم من وجود بعض الآراء التي تشكو من أن الأجزاء الأخيرة كانت تبدو سريعة. قورنت كتابتها بكتابة جاين أوستين، إحدى كتَّاب رولينغ المفضلين؛ روالد دال الذي هيمنت أعماله على قصص الأطفال قبل ظهور هاري بوتر؛ وراوي القصص اليونانية القديمة هومر. اعتقد بعض المعلقين أن الكتاب يتناول قصص المدرسة الداخلية الفيكتورية والإدواردية، بينما ظن آخرون أنه يضع هذا النوع بصرامة في العالم الحديث من خلال المشاكل الأخلاقية والاجتماعية المعاصرة المميزة له بالإضافة إلى التغلب على العقبات مثل التنمر.
هاجمت بعض الجماعات الدينية هاري بوتر وحجر الفيلسوف، بالإضافة إلى كتب هاري بوتر الأخرى، وحُظر في بعض البلاد بسبب اتهامات تقول إن الرواية تدعم السحر في زيّ قصة بطولية أخلاقية. كتب بعض المعلقين الآخرين أن الكتاب يعرض مثالًا لوجهات نظر هامة بما فيها قوة التضحية بالذات والطرق التي تشكل بها قرارات الناس شخصياتهم. استُخدمت السلسلة كمصدر لدروس الموضوعات في التقنيات التعليمية والتحليل الاجتماعي والتسويق.

## الملخص

### الحبكة
يعيش هاري بوتر في البداية حياة عادية، تسيء معاملتَه عمتُه الباردة العجوز وزوجها، فيرنون وبيتونيا دورسلي ويتنمر عليه ابنهما الفاسد دودلي من قبل وفاة والديه بعشرة أعوام. تتغير حياته في عيد ميلاده الحادي عشر عندما يستلم خطاب القبول في مدرسة هوغوورتس للسحر والشعوذة الذي نقله نصف عملاق يسمى روبياس هاغريد بعد خطابات سابقة دمرتها فيرنون وبيتونيا. يحكي هاغريد بالتفصيل عن ماضي هاري كونه ابن جايمس وليلي بوتر، اللذين كانا ساحرًا وساحرةً، وكيف قُتلا بأكثر السحرة شرًا عبر العصور، لورد فولدمورت، وهو ما أدى إلى إرسال هاري البالغ من العمر سنة كي يعيش مع عمته وزوجها. لم يكن فولدمورت غير قادر على قتل هاري فحسب، بل تدمرت قواه أيضًا في هذه العملية، ما حمله على العزلة وكان الأمر بمثابة الشعلة التي أثارت شهرة هاري بين المجتمع السحري.
يقدم هاغريد هاري إلى عالم السحر عبر اصطحابه إلى دياجون ألي، شارع مخبأ في لندن حيث يكتشف هاري نصيبًا تركه له والداه في بنك غرينغوتس ويزاردنج، ويتسلم بومة كحيوانه الأليف، وهيدويغ، وعدة مؤن مدرسية، وعصا سحرية.

## الترجمات
حتى منتصف عام 2008، نشر الكتاب بـ 67 ترجمة. نشرت دار بلومزبيري ترجمات باللغة اللاتينية واللغة الإغريقية، ووصفت الترجمة الأخيرة بأنها «إحدى أهم القطع الأدبية باللغة اليونانية القديمة التي نشرت منذ عدة قرون».